# AMC (Kochgeschirr)
Die AMC International Alfa Metalcraft Corporation AG ist ein auf Kochgeschirr spezialisiertes, international tätiges Direktvertriebs-Unternehmen mit Konzernsitz in Rotkreuz in der Schweizer Gemeinde Risch. Das Unternehmen ist nicht börsennotiert und gehört zur deutschen Fissler-Gruppe. Absatzvermittler von AMC sind in der Regel freie Handelsvertreter, die in Privathaushalten Kochtreffs durchführen, in denen die Vorzüge der Produkte vorgestellt werden und der Kunde die Produkte testen kann. Die Kochtreffs und die nachfolgenden Verkaufsgespräche werden zugleich zur Rekrutierung neuer Vertriebspartner genutzt.

## Unternehmen
Das Unternehmen wurde 1963 als American Metalcraft Corporation im deutschen Bingen am Rhein gegründet. 1966 internationalisierte sich das Unternehmen durch die Gründung der Holding AMC International sowie der Schweizer Niederlassung am neuen Hauptsitz in Rotkreuz. Die Umbenennung von American Metalcraft Corporation zu Alfa Metalcraft Corporation erfolgte 1974.
Heute firmiert die Holding unter AMC International Alfa Metalcraft Corporation AG, die Schweizer Tochter unter AMC (Schweiz) Alfa Metalcraft AG, die deutsche als AMC Alfa Metalcraft Corporation Handelsgesellschaft mbH und die österreichische als AMC Oesterreich Handelsgesellschaft mbH.
Die AMC Gruppe ist heute in über 30 Ländern tätig und verfügt über mehr als 15 Millionen Kunden. Die Mitarbeiterzahl beträgt weltweit 18.000, davon 12.400 im Vertrieb und 3.260 Vertriebspartner.
AMC ist eine 100%ige Tochter der in Idar-Oberstein ansässigen Vesta Beteiligungs GmbH, in der die Familie Fissler ihre unternehmerischen Aktivitäten gebündelt hat. Hierzu gehört neben AMC auch der Kochgerätehersteller Fissler GmbH, ebenfalls mit Sitz in Idar-Oberstein. Die gesamte Vesta-Gruppe erzielte 2018 einen Umsatz von 390,7 Mio. EUR und beschäftigte 2.432 Personen. Verwaltungsratspräsidentin der Schweizer AMC-Muttergesellschaft ist Friederike Fissler-Pechtl, die zusammen mit Folkhart Fissler auch Geschäftsführerin der Konzernmutter Vesta ist. Friederike Fissler-Pechtl übernahm das VR-Präsidium im Juli 2000 von ihrem Vater Harald Fissler, dem ehemaligen Geschäftsführer und Aufsichtsratsvorsitzenden der Fissler-Gruppe.

## Alfa Metalcraft Corporation Handelsgesellschaft mbH
Die deutsche Tochter Alfa Metalcraft Corporation Handelsgesellschaft mbH mit Sitz in Bingen am Rhein gehört zur VESTA GmbH mit Sitz in Idar-Oberstein und wird von Lothar Klein geführt. Sie erzielte 2013 einen Umsatz von 107,3 Mio. Euro (davon zu 69 % im Inland) und einen Jahresüberschuss von 2,9 Mio. Euro.

## Produkte

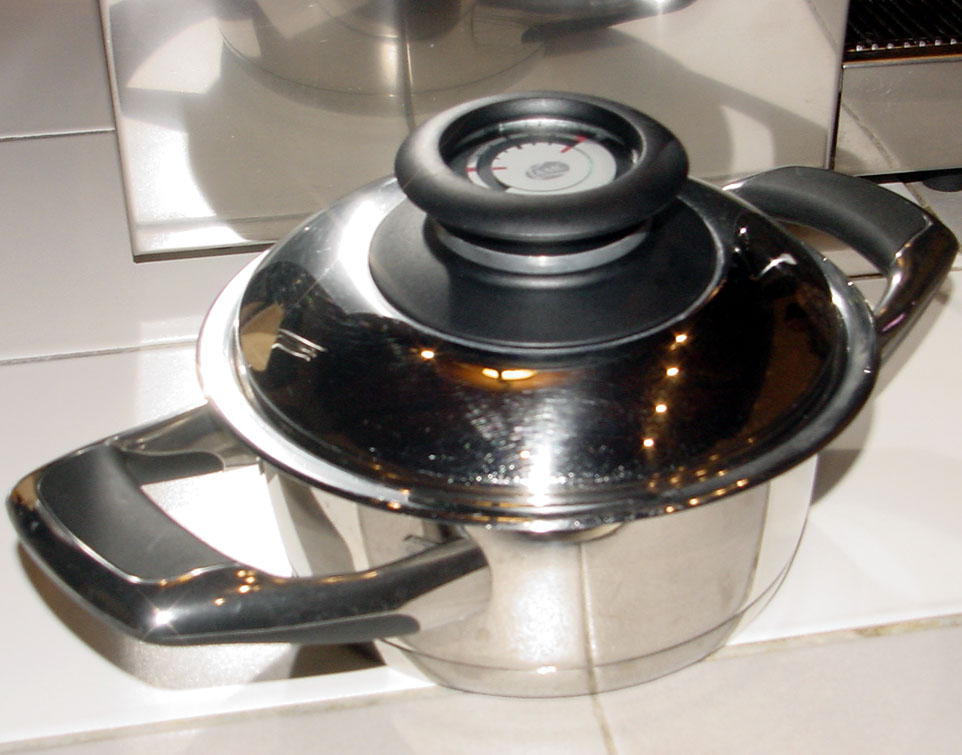
Kochtopf von AMC mit Hochraumdeckel und Visiotherm

Die AMC-Gruppe stellte anfangs Edelstahlkochsets nebst Zubehör her, vertrieb sie im Direktvertrieb und gewährte zunächst eine lebenslange Garantie auf die Produkte. Letztere wurde später in Deutschland aufgrund des gesetzlichen Verbotes, längere Garantien zu gewähren, auf 30 Jahre beschränkt. Diese gilt weltweit für alle Edelstahlteile des Sortiments, also für Töpfe, Pfannen, Schüsseln und Schalen. Für die AMC-Produkte SecuQuick, Visiotherm, Audiotherm und Navigenio gilt eine Garantie von zwei Jahren.
Produziert wird in Deutschland, Italien, der Schweiz und für den indischen Markt auch in Indien. Zur Produktpalette gehören verschiedene Edelstahltopfsortimente und Küchenzubehör. Die AMC-Töpfe sind für alle Kochsysteme geeignet, seit 1996 auch induktionsfähig. AMC hat im Laufe der Jahre verschiedene Innovationen vorgestellt; unter anderem den Schnellgardeckel, das Powervacsystem (Vakuumiergerät) und die Navigenio-Cerankochplatte, die durch ein integriertes Funkmodul den Kochprozess vollautomatisch steuert.

## Gute Testergebnisse, aber Kritik am Preis-Leistungs-Verhältnis durch Stiftung Warentest
In einem Test der Stiftung Warentest im Jahr 2009 wurde das AMC-Garsystem mit der Note „Gut“ bewertet. AMC erhielt damit zum wiederholten Male den dritten Platz unter 17 getesteten Produkten. Ein Kritikpunkt der Warentester ist der hohe Preis für die Töpfe verglichen mit Produkten der Mitbewerber. Nach Meinung der Tester bilden die Produkteigenschaften der AMC-Gareinheiten kein Alleinstellungsmerkmal. Aus diesem Grund wird der Preis von den Testern als nicht gerechtfertigt angesehen.